# Spilosoma holoxantha
Spilosoma holoxantha là một loài bướm đêm thuộc phân họ Arctiinae, họ Erebidae.